# السون لازیگی بیروت
السون لازیگی بیروت (به پرتغالی: Elson Iazegi Beyruth) مهاجم اهل برزیل است که در شهر São João da Barra و در تاریخ ۲۰ اکتبر ۱۹۴۱ به دنیا آمده‌است.
السون لازیگی بیروت در تیم‌های فوتبال فلامینگو سابقهٔ حضور دارد.